# Orwell (fiume)
L'Orwell è un fiume della contea di Suffolk, in Inghilterra. Origina, sopra il limite tidale a Stoke Bridge, dal fiume Gipping.
Si allarga in una foce a estuario ad Ipswich, dove strutture portuali sorgevano già nel VII secolo, e si getta quindi nel mare del Nord a Felixstowe dopo essersi unito allo Stour all'altezza di Shotley. Il grande Orwell Bridge consente alla strada A14 di attraversare l'estuario poco ad est di Ipswich.

## Nome
In Orwell, Or- deriva da un antico idronimo probabilmente pre-celtico, mentre -well indicherebbe una denominazione anglosassone. In A tour through England and Wales scritto nel 1722, Daniel Defoe chiama il fiume "Orwel"; racconta anche che «un viaggiatore difficilmente mi comprenderà, e specie un marinaio, quando parlerò di fiume Stour e fiume Orwel, dato che essi sono universalmente noti come Maningtre-Water, ed Ipswich-Water». Lo scrittore Eric Arthur Blair derivò lo pseudonimo col quale divenne famoso, "George Orwell", dal nome del fiume, cui fu molto legato durante la sua permanenza nel Suffolk

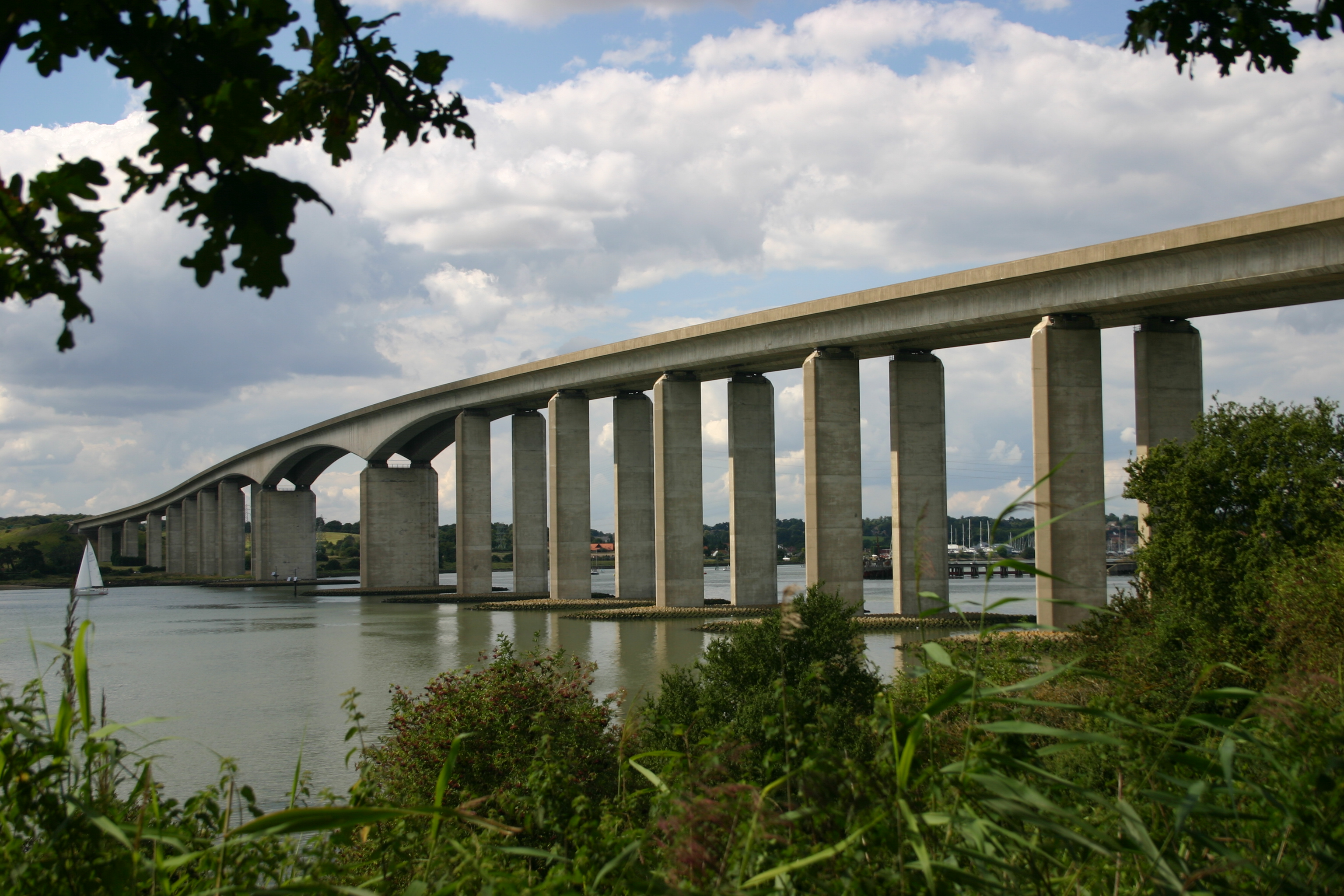
L'Orwell Bridge

## Attività sportive
L'Orwell costituisce una popolare meta per la vela; in origine tale sport era concentrato nel villaggio di Pin Mill, mentre dagli anni settanta porticcioli turistici sono stati costruiti a Levington, Woolverstone e nella stessa Ipswich.